# Стара абетка
Стара абетка (рос. Старая азбука) — радянський художній фільм 1987 року, знятий на кіностудії «Мосфільм».

## Сюжет
У фільмі використані мотиви оповідань для дітей Л. М. Толстого, його педагогічних статей, листів, спогадів про яснополянську школу. Сільський учитель, чиї листи Л. М. Толстому читаються в фільмі, бачить сенс своєї роботи не просто в навчанні дитини грамоті, а у вихованні особистості людини. Жваво і образно фільм представляє величезний таємничий світ, побачений очима дитини.

## У ролях
- В'ячеслав Баранов — учитель
- Валентин Смирнитський — епізод
- Римма Маркова — епізод
- Фелікс Ейнас — епізод
- Світлана Тормахова — епізод
- Олена Михайлова — епізод
- Олександр Сайко — епізод
- Анастасія Немоляєва — епізод
- Фьокла Толстая — епізод
- Інна Зольникова — епізод
- Михайло Свірін — епізод
- Леонід Портер — епізод
- Олексій Большаков — епізод
- Олександр Добриков — епізод
- Олексій Шабанов — епізод
- Елла Ярошевська — матір

## Знімальна група
- Режисер — Віктор Прохоров
- Сценаристи — Олександр Александров, Антон Васильєв
- Оператор — Олег Мартинов
- Композитор — Олександр Гольдштейн
- Художник — Валентин Коновалов